# Bachelor of Divinity
Pour les articles homonymes, voir Bachelor.
Le Bachelor of Divinity ou Baccalaureate in Divinity (BD ou BDiv, du latin: Baccalaureus Divinitatis) est un titre universitaire postgrade en théologie dans les systèmes d'études anglo-saxons. Il est peu à peu remplacé par le titre de Master of Divinity.

## États-Unis
Dans les universités américaines, le Master of Divinity a remplacé aujourd'hui le Bachelor of Divinity.

## Royaume-Uni
Il correspond pour les universités catholiques au baccalauréat canonique de théologie. Le cursus requis peut varier d'une université à l'autre. À l'université de Cambridge, le BD est toujours un titre postgrade de même que précédemment à l'université d'Oxford, où il n'est plus décerné depuis 2005. 